# Brighouse
Brighouse è una cittadina di 32.198 abitanti della contea del West Yorkshire, in Inghilterra.

## Amministrazione

### Gemellaggi
- Lüdenscheid, Germania